# Mohamed Jamoussi
Mohamed Jamoussi (arabe : محمد الجموسي), né le 12 juillet 1910 à Sfax et mort le 3 janvier 1982 à Sfax, est un chanteur, compositeur, acteur et poète tunisien.

## Biographie

### Jeunesse
Né dans une famille conservatrice, dont le père est un adepte des nachids religieux et des noubas du malouf, il effectue ses études primaires à l'école Kamoun. Dès son plus jeune âge, il apprend le chant coranique tout en côtoyant le chanteur Cheïkh Karray qui est connu dans la région de Sfax pour ses mouachahs. Son certificat d'études primaires obtenu en 1926, il poursuit ses premières années d'études secondaires dans un collège de Sfax puis part pour Tunis suivre des études au lycée Émile-Loubet où il obtient un diplôme de mécanique et un certificat de dessin industriel. Il trouve alors un emploi dans la Société nationale des chemins de fer tunisiens en 1933.

### Début de carrière
En ce temps-là, Jamoussi rêve de devenir artiste et d'aller se recueillir devant la tombe d'Alfred de Musset. Il fait alors la rencontre Béchir Ressaïssi, fondateur de la première maison de disques en Tunisie, qui lui propose de l'accompagner à Paris. Il y écrit et compose des chansons, dont l'une intitulée Biladi ya biladi mahlek ya biladi, et s'inspire des grandes vedettes de la chanson européenne.
Après dix ans passés à Paris, où il fait la joie des étudiants arabes du Quartier latin et du public arabophone de Radio-Paris, Jamoussi regagne la Tunisie en 1946 et compose pour ses collègues de la chanson comme Safia Chamia mais aussi pour des pièces théâtrales et des variétés télévisées. Au cinéma, il interprète le rôle principal du film Ounchoudet Myriem (La Chanson de Myriam) où il chante sept chansons composées par Ali Riahi.

### Consécration
Quelques années plus tard, Jamoussi devient directeur artistique de l'Opéra d'Alger, de 1948 à 1951, tout en poursuivant sa carrière de comédien dans Nahad avec Youssef Wahbi, sorti au Caire le 24 avril 1952, ou encore Dhalamtou rouhi. Avec la révolution de l'été 1952, il quitte l'Égypte et se rend en Europe où il joue dans trois films italiens et un film indien. Après l'indépendance de la Tunisie, dans les années 1960, il rentre au pays où ses apparitions publiques ne se font qu'à l'occasion des concerts officiels organisés par Radio Sfax à l'occasion de l'anniversaire de sa création (8 décembre). Parmi ses succès figure une chanson mise en musique par Salah El Mahdi, Ellil ah ya lil, sans oublier son opérette, Fatma wa hmada, chantée en duo avec Safia Chamia.
À Sfax, une rue et un complexe culturel portent son nom et, en 2000, la Poste tunisienne édite un timbre-poste en son honneur d'une valeur de 1 dinar. À l'occasion du centenaire de sa naissance en 2010, diverses manifestations sont organisées.

### Écrivain
Durant sa vie de migration, sa poésie et ses chansons continuent de chanter l'amour, la joie de vivre et l'espoir. Il déclare ainsi en 1975 : 
« Dans mes chansons, j'aime trouver l'idée nouvelle qui traduit l'amour de la vie [...] Le rôle de l'artiste est de montrer le chemin du bonheur où l'espoir existe et où l'homme doit apprécier la paix et la tranquillité. »
 Il publie également deux recueils de poèmes en français, Le jour et la nuit et L'aube, et ses mémoires où il évoque ses souvenirs avec les grands artistes arabes qu'il avait connus dont Mohammed Abdel Wahab et Youssef Wahbi.

## Répertoire
- Ala Allah (على الله)
- Ala chatt ennil (على شط النيل)
- Ala jalek sahert ellil (على جالك سهرت الليل)
- Ala khaddek (محلى خدك)
- Allah maàana (الله معانا)
- Almaktoub (اما لمكتوب)
- Asl ezzine (أصل الزين)
- Balek tensani (بالك تنساني)
- Cavallero (كافالييرو)
- Chaàlou leftila (شعلوا لفتيلة)
- Chouay chouay (شوية شوية)
- Ekouini (إكويني)
- El azoul (العزول)
- El fen el fen (الفن الفن)
- Elli omrou ma chaf ezzine (اللي ما عمرو شاف الزين)
- En kan nassibi (إن كان نصيبي)
- Ennessa (النساء)
- Essamra (السمراء)
- Ezzargua (الزرقاء)
- Fatma (فاطمة)
- Fatma wa hmada (فاطمة وحمادة)
- Fi ouyoun el bedouiya (في عيون البدوية)
- Fi ouyounek nar (في عيونك نار)
- Galbi elli khdhitih (قلبي اللي خذيتيه)
- Ghanni chwaya (غني شوية)
- Ghanni ya asfour (غني يا عصفور)
- Hajina wjina (حجينا وجينا)
- Hbiba ya hbiba (حبيبة يا حبيبة)
- Hlioua hlioua (حلوة حلوة)
- Hobbi ya nar (حبي يا نار)
- Houriya (حورية)
- Houriya jaya mel janna (حورية جاية من الجنة)
- Ih walla lala (إيه ولا لالا)
- Jamal ellil (جمال الليل)
- Jana ellil (جانا الليل)
- Kahouaji (قهواجي)
- Kelmet enhebbek chouya (كلمة نحبك شويا)
- Khalli nchouf hnaya (خلي نشوف هنايا)
- Khatoua khatoua (خطوة خطوة)
- Ki jitina (كي جيتينا)
- Koumi ya arbiya (قومي يا عربية)
- Lamouni li ghamouni menni (لاموني اللي غاروا مني)
- Lahn elwoujoud (لحن الوجود)
- Lamma choft elkoun b'aini (لما شفت الكون بعيني)
- Lemmima (لميمة)
- Ma bin essamra wel bidha (ما بين السمرا والببضة)
- Maaloum (معلوم)
- Maàraftech ya soud el ain (ما عرفتش يا سود العين)
- Mahla foshet ellil (محلى فسحة الليل)
- Mambou (مامبو)
- Manich sakran (مانيشي سكران)
- Nhebbou nhebbou (نحبو نحبو)
- Nouhi w'nini (نوحي وأنيني)
- Orgossi wghanni (ارقصي وغني)
- Rihet leblad (ريحة لبلاد)
- Saadi saadi b'bent el am (سعدي سعدي ببنت العم)
- Sanet eydik (صنعة ايدك)
- Sbaya w'zin (صبايا وزين)
- Siri al fajr (سيري ع الفجر)
- Temchi bessalama (تمشي بالسلامة)
- Teroui el atchan mayet zaghouan (تروي العطشان مية زغوان)
- Wahda wahda (وحدة وحدة)
- Weld elbedouia (ولد البدوية)
- Winek ya ghali (وينك يا غالي)
- Winou asfouri (وينو عصفوري)
- Ya azizati taali (يا عزيزتي تعالي)
- Ya flouket lebrour (يا فلوكة لبرور)
- Ya hbibi fi ghiyabi (يا حبيبي في غيابي)
- Ya heloua ya samra (يا حلوة يا سمرا)
- Ya mohamed ehna shabek (يا محمد احنا اصحابك)
- Ya om el kamis (يا ام القميص)
- Ya rit ennass (يا ريت الناس)
- Yfarrejha el maoula (يفرجها المولى)